# Lynnville (Illinois)
Lynnville – wieś w Stanach Zjednoczonych, w stanie Illinois, w hrabstwie Morgan.